# 태국 왕립 공군 박물관

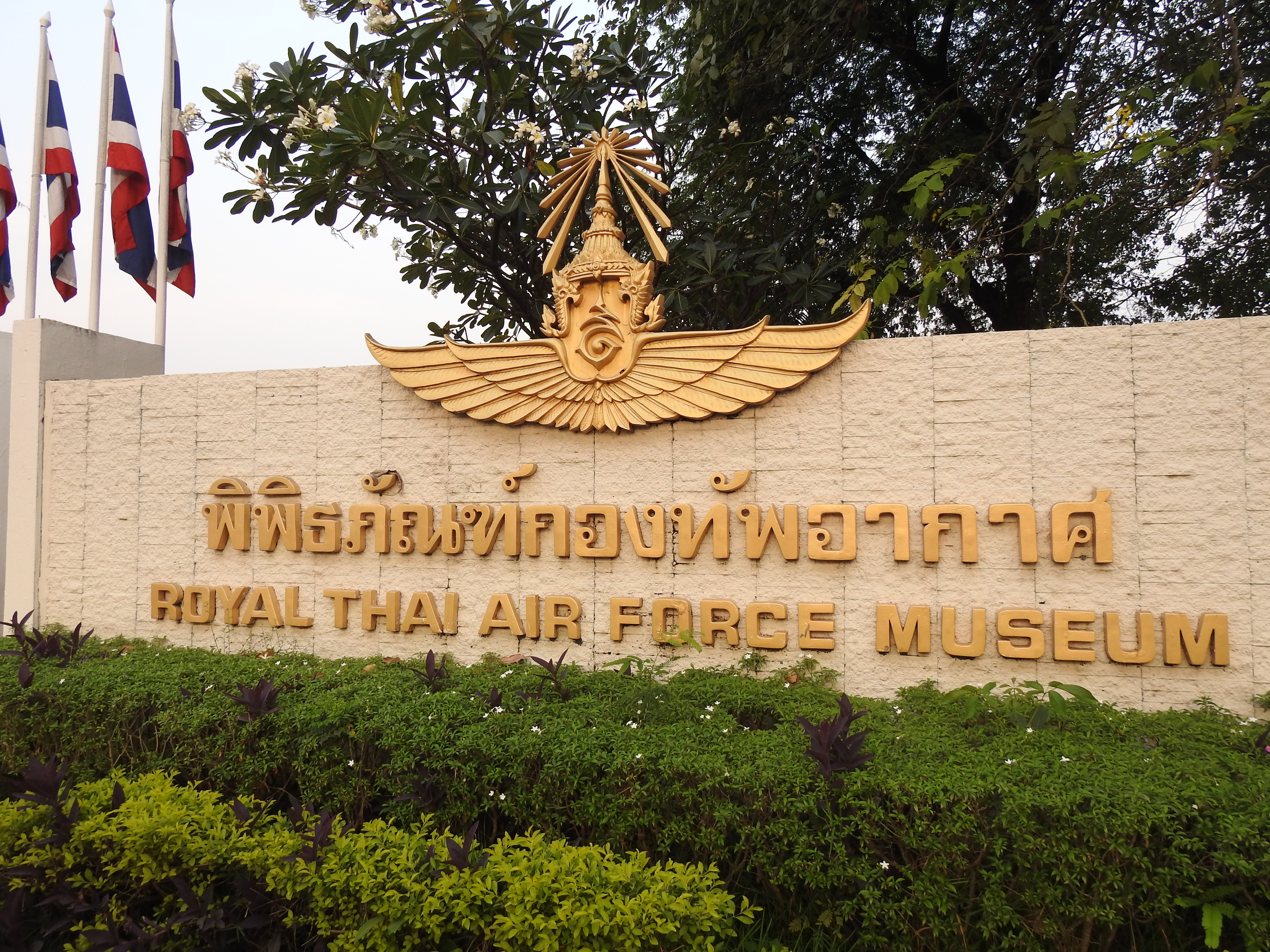

태국 왕립 공군 박물관(Royal Thai Air Force Museum) 또는 태국 왕립 공군 국립 항공 박물관(National Aviation Museum of the Royal Thai Air Force)은 태국 방콕 돈므앙 지구에 위치해 있다. 돈므앙 공항 국내선 터미널 6번 남쪽 파호뇨틴 로드에 위치하고 있다. 2020년 12월 16일부터 왕립태국공군박물관 BTS 역에서 서비스되고 있다.

## 개요
이 박물관은 태국 왕립 공군이 사용하는 다양한 항공기와 기타 항공 장비를 수집, 보존 및 복원하기 위해 1952년에 설립되었다. F11C 1대와 기타 희귀 항공기 외에도 박물관 컬렉션에는 단 2대의 일본산 타치카와 Ki-36 훈련기 중 1대 등이 포함되어 있다.

## 같이 보기
- 태국 왕립 공군